# Jeanne d'Arc
 For alternative betydninger, se Jeanne d'Arc (flertydig). (Se også artikler, som begynder med Jeanne d'Arc)
Jeanne d'Arc' (også kaldet Jomfruen fra Orléans), født omkring 1412 i Domrémy i Lorraine, død 30. maj 1431 i Rouen, er nationalhelgen for Frankrig. Hendes mindedag i den romersk-katolske kirke er den 30. maj. Jeanne var bondepige kunne hverken læse eller skrive. I en alder af 13 siges hun at høre himmelske stemmer blandt andre fra helgener, som opfordrede hende til seksuel afholdenhed og at redde Frankrig.
Hundredeårskrigen var ved at være slut, og næsten hele Frankrig var kontrolleret af England. Den engelske kong Henrik 5. slog sig ned i Paris og gjorde krav på den franske trone fra den franske tronfølger Charles. Jeanne besøgte tronarvingen ved hans hof i Bourges. Det vides ikke, hvad de talte om, men efter samtalen var Jeanne øverstkommanderende for den franske hær. På hendes hvide banner lyste den franske lilje i guld og navnene Jesus og Maria. De engelske tropper blev drevet væk fra Orléans og Patay, hvorefter Karl VII kunne krones i Reims. Jeanne havde nået sit mål og ønskede at vende tilbage til sin hjemby. Imidlertid overtalte kongen hende til at tage kommandoen over en ny hær, som skulle befri Paris. Før hun red ind i Paris, stoppede hun og bad i kirken Saint-Denis de la Chapelle.
I 1430 blev Jeanne taget til fange af burgunderne, da hun med en lille hær forsøgte at redde den belejrede by Compiègne nord for Paris.
Burgunderne mishandlede hende og solgte hende til englænderne, som i en Inkvisitionsproces dømte hende til døden på bålet for kætteri og for at have båret mandsdragt. Henrettelsen fandt sted i byen Rouen. Jeanne d'Arc's aske blev spredt i Seinen. I 1456 fik Karl VII dommen annulleret af paven Calixtus III. Jeanne d'Arc blev kanoniseret af pave Benedict XV i 1920 på årsdagen for hendes død. Hun er skytshelgen for soldater.

## Baggrund
Hundredeårskrigen var begyndt i 1337 med engelske krav på den franske trone. Krigen blev afbrudt af perioder med fred. Næsten alle kampene fandt sted i Frankrig, og den engelske hærs chevauchée metode, der lignede den brændte jords taktik, havde ødelagt den franske økonomi. Den franske befolkning var ikke kommet sig over den sorte død, og dens købmænd var isoleret fra det udenlandske marked. Englænderne havde næsten nået deres mål om et dobbeltmonarki under engelsk kontrol, og den franske hær havde ikke vundet større sejre i en generation.
Ved Jeannes fødsel led den franske konge Karl VI (fransk: Charles VI) af psykiske problemer og var ofte ude af stand til at regere. Kongens bror hertug Louis af Orléans og kongens fætter Johan den Uforfærdede, hertug af Burgund, kæmpede om kongeriget og de kongelige børns værgemål. Det førte til anklager om en udenomsægteskabelig affære med dronning Isabella af Bayern og en kidnapning af de kongelige børn. Hertugen af Orléans blev myrdet i 1407 på ordre af hertugen af Bourgogne.
De grupper, der var loyale over for disse to mænd, blev kendt som armagnacs og burgundere. Den engelske kong Henrik V udnyttede situationen, invaderede Frankrig, vandt en dramatisk sejr ved Agincourt i 1415 og erobrede mange byer i det nordlige Frankrig. Den kommende franske konge Karl VII tog i en alder af 14 titlen le dauphin – titlen på den franske tronarving – efter hans fire ældre brødre var døde. Hans første betydningsfulde officielle handling var at underskrive en fredsaftale med burgunderne i 1419. Det endte med, at armagnac-tilhængere myrdede Johan den Uforfærdede under et møde, hvor Karl havde garanteret hans beskyttelse. Den nye hertug af Burgund, Filip den Gode, gav Karl skylden for sin fars død og dannede en alliance med englænderne. Store dele af Frankrig blev erobret ved denne lejlighed.
I 1420 underskrev dronning Isabella af Bayern Troyes-traktaten, som gav kong Henrik 5. og hans efterkommere ret til den franske trone efter Karl VI i stedet for hans søn Karl. Aftalen genoplivede rygter om, at hun havde haft en affære med hertugen af Orléans, og at kronprinsen ikke var kongens søn. Henrik V blev gift med Karl VI's datter Katarina af Valois i 1420, og 1421 blev deres søn Henrik født. Henrik V og Karl VI døde begge i slutningen af 1422, hvorefter spædbarnet Henrik 6. blev regent for begge kongeriger, i det mindste på papiret. Henriks bror John af Lancaster, 1. hertug af Bedford, fungerede som værge.
I begyndelsen af 1429 var næsten hele det nordlige Frankrig og nogle dele af det sydvestlige under anglo-burgundisk styre. Englænderne kontrollerede Paris, mens burgunderne kontrollerede Reims, hvor de franske konger traditionelt blev kronet. Det var vigtigt, da ingen af tronkræverne var kronet. Englænderne havde belejret Orléans, som var en af de få fransk-loyale byer og strategisk ved Loire-floden. Det gjorde den til den sidste hindring for at angribe resten af Frankrig. Fremtiden for hele kongeriget afhang af Orléans skæbne. Ingen troede på, at byen ville overleve belejringen i længere tid.

## Liv
Jeanne var datter af Jacques d'Arc og Isabelle Romée, der boede i landsbyen Domrémy i Bar, men som senere blev annekteret til Lorraine og omdøbt Domrémy-la-Pucelle. Hendes forældre ejede omkring tyve hektar jord, og faderen dyrkede jorden, var embedsmand for landsbyen, opkrævede skatter og tog sig af byens forsvar. De boede isoleret i det nordøstlige territorium, som stadig var loyalt over for den franske krone på trods af at det var omgivet af burgundiske områder. Adskillige razziaer fandt sted i hendes barndom, og en gang blev landsbyen brændt.
Jeanne sagde under retssagen, at hun var omkring 19 år gammel, så hun må være født omkring år 1412. Hun bevidnede, at hun havde fået sin første åbenbaring omkring 1424, da hun var 12 år gammel. Hun befandt sig alene ude på en mark og så skikkelser, som hun identificerede som Ærkeenglen Michael, Sankt Katharina af Alexandria og Sankt Margaretha. De bad hende drive englænderne ud af Frankrig og tage kronprinsen til Reims for at blive kronet. Hun sagde, at hun græd, da de forsvandt, fordi de var så smukke.
16 år gammel bad hun en slægtning, Durand Lassois, om at tage hende til den nærliggende kommune Vaucouleurs, hvor hun bad garnisonskommandanten, grev Robert de Baudricourt, om tilladelse til at besøge det franske hof i Chinon. Baudricourts sarkastiske svar stoppede hende ikke. Hun vendte tilbage i januar året efter og blev støttet af to højtstående mænd, Jean de Metz og Bertrand de Poulengy. Under deres beskyttelse fik hun et andet møde og forudsagde udfaldet af Slaget ved Rouvray.

### Opgang
Efter at Robert de Baudricourt modtog information fra fronten, der matchede hendes forudsigelser, gav han hende en eskorte til Chinon. Hun rejste gennem burgundisk territorium forklædt som mand. Hun imponerede Karl VII under et privat møde. Karls svigermor, Jolanda af Aragon, samlede i denne tid tropper for at støtte Orléans. Jeanne spurgte, om hun kunne få ridderudstyr og tage med hæren. Hun fik rustning, hest, sværd, banner og andre ting af sit følge.
 Efter år med det ene ydmygende nederlag efter det andet, blev både det militære og det civile styre i Frankrig demoraliseret og miskrediteret. Da kronprins Charles efterkom Jeannes bøn om at blive rustet til krig og placeret i fronten af sin hær, må hans beslutning have været baseret på viden om, at enhver ortodokse, enhver rationel mulighed var blevet prøvet og fejlet. Kun en regering i fuldstændig desperation ville bekymre sig om en analfabet gårdpige, der hævdede, at Guds stemme gav hende ordre til at lede sit lands hær og føre den til sejr.

 — Historiker Stephen W. Richey
 Kongen af England og du, hertugen af Bedford, som kalder jer selv regenter af kongeriget Frankrig ... betal din gæld til himlens konge, vend tilbage til jomfruen, som er kongens sendebud af himlen, nøglerne til alle de gode byer, som du tog og vanærede i Frankrig.

 — Hendes breve til englænderne, marts–april 1429; Quicherat I, s. 240, oversættelse Wikipedia.
Ved sin ankomst forvandlede hun den engelsk-franske konflikt til en religiøs krig. Det var ikke uden risiko; Charles' rådgivere var bekymrede for, at hans fjender let kunne hævde, at hans krav på tronen kom fra djævelen, medmindre det kunne fastslås, at Jeanne hverken var kætter eller heks. For at undgå det beordrede han, at hendes baggrund skulle tjekkes, og at hun skulle udspørges af teologer i Poitiers. I april 1429 erklærede kommissionen, at hun levede et "udadeligt liv, var en god kristen og var ydmyg, ærlig og beskeden", men det betød, at han måtte prøve hende. Prøven var at bryde belejringen af Orléans.
Hun ankom til Orléans den 29. april 1429, men Jean d'Orléans, som regerede over hertugdømmet Orléans, udelukkede hende fra krigsmøderne og informerede hende ikke, da hæren angreb fjenden. Det forhindrede hende ikke i at deltage i de fleste rådsmøder og kampe. Hvor meget hun var involveret i den egentlige militære ledelse er omstridt. Traditionelle historikere som Édouard Perroy mener, at hun var en fanebærer, hvis hovedopgave var at bevare viljen til at kæmpe. Denne form for analyse er baseret på hendes vidnesbyrd i. retssagen, hvor hun blev dømt, hvor hun udtalte, at hun foretrak banneret frem for sværdet. Senere forskning fokuserer på vidneudsagn fra annullationssagen, hvor hærføreren roste hende for at være en dygtig taktiker og strateg. Historikerne er dog enige om, at hæren var ekstremt succesfuld under hendes korte karriere.

## Lederskab
Hun var mod den franske ledelses forsigtighed i tidligere kampagner. I de fem måneders belejring, der gik forud for hendes ankomst til Orléans, havde de franske forsvarere kun forsøgt et offensivt træk, som var endt katastrofalt. Den 4. maj angreb franskmændene fortet Saint Loup, som lå lidt af vejen. Dagen efter marcherede hun mod fortet Saint Jean le Blanc og fandt det forladt. Den 6. maj gik hun imod Jean d'Orléans under krigsrådet og krævede endnu et angreb på fjenden. d'Orleans beordrede byportene låst for at forhindre endnu et slag, men hun samlede borgerne og menige soldater og tvang borgmesteren til at åbne porten. Kun støttet af én kaptajn red hun ud og erobrede fortet Saint Augustins. Samme aften opdagede hun, at hun endnu en gang var udelukket fra et møde, hvor lederne havde besluttet at vente på forstærkninger, før de tog det næste skridt. Hun brød sig ikke om den beslutning og angreb den 7. maj den vigtigste engelske fæstning les Tourelles. Samtidige betragtede hende som en heltinde, da hun såret af en pil i nakken vendte tilbage for at lede det sidste angreb.
| Citat                                                                                             | ... jomfruen meddeler dig, at hun her på otte dage har fordrevet englænderne fra alle de steder langs floden Loire, som de erobrede eller på anden måde tilraner sig: de er døde eller fanger eller demoraliserede i kamp. Tro, hvad du har hørt om jarlen af Suffolk, Lord la Pole, og hans bror, Lord Talbot, Lord Scales og Sir Fastolf; mange flere riddere og kaptajner end disse er besejret.” | Citat |
| Hendes brev til folket i Tournai, 25. juni 1429; Quicherat V, s. 125–126, oversættelse Wikipedia. | |       |

 Prins af Bourgogne, jeg beder dig – jeg beder og bønfalder ydmygt – at du ikke længere fører krig med det hellige kongerige Frankrig. Træk dit folk hurtigt tilbage fra visse steder og fæstninger i dette hellige rige, jeg siger på vegne af den venlige konge, at han er rede til at slutte fred med dig på hans ære.

 — Hendes brev til Filip den Gode, hertugen af Burgund, den 17. juli 1429; Quicherat V, s. 126–127, oversættelse Wikipedia.
Den pludselige sejr ved Orléans førte til mange forslag til fortsat offensiv handling. Englænderne forventede et forsøg på at generobre Paris eller et angreb på Normandiet. I kølvandet på den uventede sejr lykkedes det hende at overtale Karl VII til at lede hæren med hertug John II af Alençon og fik kongelig tilladelse til at generobre broer langs Loire for at rykke frem til Reims og sikre en kroning af Karl VII. Dette var et modigt forslag, da Reims var næsten dobbelt så langt væk som Paris og dybt inde i fjendtligt territorium.
Hæren generobrede Jargeau den 12. juni, Meung-sur-Loire den 15. juni og Beaugency d. 17 juni. Hertugen af Alençon var enig i alle Jeannes beslutninger. Andre befalingsmænd, herunder Jean d'Orléans, var blevet imponeret over hendes indsats i Orléans og støttede hende. Alençon hævdede, at hun reddede hans liv i Jargeau ved at advare ham. I samme kamp overlevede hun en kanonkugle af sten, der strejfede hendes hjelm, mens hun klatrede op ad en stige. Som forventet modtog englænderne forstærkninger i området den 18. juni under sir John Fastolf. Slaget ved Patay kan beskrives som det modsatte af Agincourt: Den franske fortrop angreb før de engelske bueskytter kunne fuldføre deres forsvar. Størstedelen af den engelske hær blev forfulgt og besejret, og de fleste af deres befalingsmænd blev dræbt eller taget til fange. Fastolf flygtede med en lille gruppe soldater og blev syndebuk for den engelske ydmygelse. De franske tab var minimale.
Den franske hær marcherede mod Reims fra Gien-sur-Loire den 29. juni, og den 3. juli overgav den burgundiske by Auxerre sig. Andre byer på vejen overgav sig uden kamp og blev franske igen. Troyes, stedet hvor traktaten, der forsøgte at fratage Charles VII sin arv, kapitulerede efter en fire dages belejring uden blodsudgydelser. Hæren led under fødevaremangel, da de ankom der. Edward Lucie-Smith citerer det som et eksempel på Jeannes held. En omrejsende munk, bror Richard, havde prædiket om verdens undergang i Troyes og overtalt landsbybeboerne til at dyrke bønner, en afgrøde, der kan høstes tidligt. Hæren ankom netop som bønnerne var klar til at blive høstet.
Reims åbnede sine porte for hæren den 17. juli. Kroningen fandt sted næste morgen. Selv om Jeanne og hertugen af Alençon bad om et hurtigt angreb på Paris, foretrak det kongelige hof at forhandle en våbenhvile med Filip den Gode. Imidlertid brød han aftalen og brugte den som en forsinkende taktik til at styrke forsvaret af Paris. Under den midlertidige våbenhvile marcherede den franske hær gennem landsbyer nær Paris, som fredeligt overgav sig. Hertugen af Bedford førte en engelsk styrke, der konfronterede den franske hær til et dødvande den 15. august. Den franske hær angreb derefter Paris den 8. september. På trods af at hun blev skudt i benet med en armbrøst, fortsatte Jeanne med at lede tropperne, indtil dagens kampe sluttede. Næste morgen modtog hun kongelige ordrer om at trække sig tilbage. De fleste historikere lægger skylden på den franske kammerherre Georges de la Trémoille for de politiske fejltagelser der blev begået efter kroningen. I oktober erobrede Jeanne Saint-Pierre-le-Moûtier og blev adlet.

### Tilfangetagelsen
Efter et mindre slag ved La-Charité-sur-Loire i november og december, tog Jeanne i april til Compiègne for at forsvare byen mod engelsk og burgundisk belejring. Et risikabelt mindre slag den 23. maj 1430 førte til, at hun blev taget til fange. Da hun gav ordre til at trække sig tilbage, var hun blandt de sidste, der forlod slagmarken, og burgunderne omringede de bageste soldater. En bueskytte fældede hendes hest, og først nægtede hun at overgive sig.
 Det er rigtigt, at kongen og hertugen af Bourgogne har aftalt en våbenhvile i femten dage, og at hertugen til gengæld efter disse femten dage skal overgive byen Paris. Men bliv ikke overrasket, hvis jeg ikke kommer så hurtigt ind i den by. Jeg er ikke tilfreds med disse våbenhviler, og jeg ved ikke, om jeg vil overholde dem, men hvis jeg gør det, er det kun for at beskytte kongens ære: hvor meget de vanærer det kongelige blod, vil jeg beholde hæren, hvis de kom ikke til fred ved slutningen af disse femten dage.

 — Hendes brev til folket i Reims, 5. august 1429; Quicherat I, s. 246, oversættelse. Wikipedia.
Det var sædvanligt, at en krigsfanges familie betalte en løsesum for fangen. Jeanne og hendes familie var landmænd og manglede midlerne til det. Mange historikere fordømmer kong Karl VII for ikke at gribe ind. Hun gjorde flere flugtforsøg; på et tidspunkt sprang hun fra et 21 meter højt tårn ned i en tør voldgrav og blev derefter flyttet til den burgundiske by Arras. Englænderne købte hende af hertugen af Burgund. Biskop Pierre Cauchon af Beauvais, som var tilhænger af englænderne, spillede en væsentlig rolle i disse forhandlinger og i den følgende retssag.

### Rettergangen
Kætteriretssagen havde politiske grunde. Hertugen af Bedford gjorde krav på den franske trone på vegne af sin nevø, kong HenrikVI af England. Hun havde muliggjort rivalen Karl VII's kroning, så det var vigtigt at fordømme hende for at underminere Karls legitimitet. Retssagen begyndte den 9. januar 1431 i Rouen, som var sæde for den engelske besættelsesmagt. Det var inkonsekvent på mange punkter.
Et af de største problemer var, at biskop Cauchon optrådte som dommer. Det var et juridisk påhit. Han blev udnævnt takket være den støtte, han havde fra den engelske regering, som betalte retssagen. Der kunne ikke findes beviser eller vidnesbyrd mod hende. Uden beviser manglede retten grundlag for at indlede retssagen. Derudover fik hun afslag på en forsvarsadvokat. Under den første undersøgelse klagede hun over, at alle tilstedeværende var tilhængere af dem, der modsatte sig hende, og bad om, at franske gejstlige blev inviteret.

### Henrettelsen
Kætteri blev kun straffet med døden, hvis det blev gentaget. Jeanne gik med til at bære kvindeklæder, da hun afviste anklagerne. Et par dage senere fortalte hun et medlem af domstolen, "at en engelsk herre var gået ind i fængslet og havde forsøgt at voldtage hende". Hun vendte tilbage til at bære mandsklæder enten som beskyttelse mod misbrug eller ifølge Jean Massieu, fordi hendes kjole var stjålet, og at hun ikke havde andet at tage på. Hun havde forklædt sig som page på sin rejse gennem fjendens territorium og bar rustning under kamp. Chronique de la Pucelle oplyser, at det forhindrede misbrug, når hun var i felten. Kirkens mænd vidnede senere om, at hun fortsatte med at bære mandsklæder i fængslet for at forhindre misbrug eller voldtægt. Kyskheden var en anden legitim grund til at bære mandstøj; det gjorde et angreb vanskeligere, og mænd ville være mindre tilbøjelig til at opfatte hende som et sexobjekt. Hun henviste til rettens undersøgelse i Poitiers, da hun blev spurgt om det. Nogle dokumenter findes ikke bevaret, men omstændighederne tyder på, at kirkemændene i Poitiers havde accepteret dette udsagn. Med andre ord: hun havde fået til opgave at udføre en mands arbejde, og derfor var det passende, at hun klædte sig i overensstemmelse hermed. Jeanne havde kort hår under sine kampagner og i fængsel. Hendes tilhængere som teologen Jean Gerson forsvarede hendes frisure, og det samme gjorde inkvisitoren Jean Bréhal under den senere retssag. Alligevel blev hun dømt til døden i 1431.
Øjenvidner beskrev brændingen på bålet den 30. maj 1431. Bundet til en høj søjle i Vieux-Marche i Rouen bad hun to af sognebørnene, Martin Ladvenu og Isambart de la Pierre, om at holde et krucifiks op foran hende. En bonde lavede et lille kors, som hun satte på sin kjole. Efter hun var brændt op, skrabede englænderne resterne af bålet væk for at afsløre hendes forkullede lig, så ingen kunne påstå, at hun havde formået at flygte, og så brændte de det forkullede lig to gange mere for at reducere asken og forhindre indsamling af relikvier. De smed resterne i Seinen. Bøddelen, Geoffroy Therage, udtalte senere, at han "...var meget bange for, at han ville blive forbandet".

## Populærkultur
Jeanne har været portrætteret i adskillige film, tv-serier og andet. Disse tæller bl.a.:
- Jeanne d'Arcs lidelse og død fra 1928 instrueret af Carl Th. Dreyer
- Procès de Jeanne d'Arc fra 1962 instrueret af Robert Bresson
- Jeanne d'Arc, en fransk historisk dramafilm fra 1999 instrueret af Luc Besson.
- Jeanne d'Arc bliver også nævnt adskillige gange i anime-serien Jeanne d'Arc